# Tatjana Bunjak
Tatjana Iwanowna Bunjak (* 7. Februar 1957 in Kiew, Ukrainische SSR als Tatjana Stezenko) ist eine ehemalige sowjetische Ruderin.

## Biografie
Tatjana Bunjak gewann bei den Weltmeisterschaften 1977 Silber mit dem sowjetischen Achter und wurde 1978 und 1979 Weltmeister in der gleichen Bootsklasse.
Bei den Olympischen Sommerspielen 1980 in Moskau gewann sie ebenfalls in der Regatta mit dem Achter die Silbermedaille.